# Владика Ганна Петрівна
Ганна Петрівна Владика (5 листопада 1901 , Сілець, Станиславівський повіт, Королівство Галичини та Володимирії, Австро-Угорщина  — 6 червня 1987 , Івано-Франківська область ) — українська радянська діячка, селянка села Сілець Жовтневого району Станіславської області, заступник голови виконавчого комітету Жовтневої районної ради депутатів трудящих. Депутат Верховної Ради СРСР 1-го скликання.

## Життєпис
Народилася 5 листопада 1901 року в родині селянина-середняка в селі Сілець, тепер Івано-Франківська область. 1914 року закінчила 4 класи народної школи. Працювала у власному сільському господарстві в селі Сілець на Станіславщині.
З вересня 1939 року — член селянського комітету села Сілець і член волосного комітету. У жовтні 1939 року була обрана депутатом Народних зборів Західної України.
З 1940 по червень 1941 року — заступник голови виконавчого комітету Жовтневої районної ради депутатів трудящих Станіславської області.
Член ВКП(б) з 1945 року.
Працювала на господарській роботі.
Потім — персональний пенсіонер республіканського значення в Івано-Франківській області. Померла 6 червня 1987 року після важкої і тривалої хвороби.

## Нагороди
- дві медалі